# Оренбургское казачье училище
51°45′48″ с. ш. 55°06′35″ в. д.
Оренбургское юнкерское училище, Оренбургское казачье юнкерское училище — среднее военно-учебное заведение.
День училища — 20 декабря на «Пресвятую Богородицу Новгород-Северскую». Училище готовило казачьих офицеров для службы в небольших отрядах, оторванных от главных сил.
Основное внимание уделялось развитию инициативы, практическим занятиям, физическому воспитанию юнкеров. В официальном отчёте об осмотре училища летом 1909 г. сообщалось: «В Оренбургском казачьем юнкерском училище дело конного обучения поставлено правильно, и юнкера хорошо подготовлены в этом главном деле их будущей службы. Основной недостаток юнкеров — отсутствие выправки и известного щегольства в приёмах и движениях, которое должно отличать офицера от рядового казака. 90 % юнкеров были из простых семей.
По численности на первом месте в училище были оренбуржцы, а на втором — кубанцы. Популярность кубанцев в училище определялась наездничеством, гимнастикой на снарядах, глубоким Войсковым товариществом, то есть природным казачьим молодечеством, но отнюдь не высокими баллами в науках и зубрёжкой.
В 1920-х годах во Франции (Париж) было создано Объединение Оренбургского казачьего училища. Председатель — полковник Елисеев.
С 1936 по 2008 год на территории училища располагалось военное училище.
С 1 сентября 2010 года размещается Оренбургское президентское кадетское училище.

## Краткая историческая справка
11.XI.1867 было Высочайше повелено открыть в Оренбурге юнкерское училище со штатом в 200 человек (80 регулярных юнкеров и 120 урядников из дворян иррегулярных войск) по ходатайству генерал-губернатора Н. А. Крыжановского. Открытие училища состоялось 20 декабря. Училище осуществляло подготовку кандидатов в офицеры пехоты (подпрапорщики) и казачьих Войск — Оренбургского, Уральского, Сибирского и Семиреченского (подхорунжими). Имело два отделения — пехотное и казачье, в составе одной роты и одной сотни. Срок обучения — 2 года. В 1876 году штат училища увеличен до 300 (150 пехотинцев и 150 казаков). При училище действовал приготовительный класс для взрослых малограмотных казаков. При поступлении в училище сословных ограничений не устанавливалось.
18.IV.1878 училище переименовано в Оренбургское казачье юнкерское училище со штатом в 250 человек. Юнкера младших классов переведены в Казанское пехотное юнкерское училище, а в Оренбургском училище остались только казаки. В училище принимались молодые люди всех казачьих войск, кроме Донского, которое имело своё Новочеркасское казачье училище.
19-20.XII.1880 состоялось освящение церкви при училище в память св. иконы Божией Матери Новгород-Северской.
В 1885 году штат обучающихся был сокращён до 120 юнкеров, а в 1888 — до 70.
В 1901 году училище было реорганизовано из 2-х классного в 3-х классное, с переводом в состав училища казачьего отдела Иркутского юнкерского училища (приказ по Военному ведомству № 197 от 1901 г.) и установлением штата на 120 юнкеров всех казачьих войск, кроме Донского.
В 1904 году училищу Высочайше было пожаловано училищное знамя, церемонию передачи его произвел Наказной Атаман Оренбургского Войска генерал-лейтенант Я. Ф. Барабаш на параде в торжественной обстановке.
В 1905 году училище вместо подчинения начальнику штаба Казанского военного округа было подчинено наказному атаману Оренбургского казачьего войска.
27 августа 1908 года училище подчинено непосредственно Главному управлению военно-учебных заведений, а 31.V.1910 переименовано в Оренбургское казачье училище. С 1914 года с введением ускоренного обучения (4 месяца) юнкера выпускались в чине прапорщика.
После Великой Октябрьской революции 1917 года Оренбургское казачье войско со своим атаманом А. И. Дутовым (бывший помощник инспектора классов, преподаватель тактики и сапёрного дела в училище) не признало советской власти. Дутов разместил в его стенах штаб, отбиваясь от красных, наступающих на город с двух сторон — от Самары и от Ташкента.
В феврале 1918 года Оренбург пал, и начальник училища генерал-майор К. М. Слесарев увёл училище в г. Уральск. Отступив в пределы Уральского войска, училище произвело выпуск в хорунжие, после чего остались 20-25 юнкеров младшего курса и кадр училища, вернувшиеся в освобождённый летом Оренбург.
В январе 1919 года после ожесточённых боев красные во второй раз заняли Оренбург; в полном составе казачье училище ушло в Сибирь, к концу года достигнув Иркутска. Здесь в тылу армии адмирала А. В. Колчака, отходившей на восток, в январе-феврале 1920 года произошло восстание эсеров. Юнкеров, как надёжный элемент, расставили по нарядам в караулы. Но власть в Иркутске быстро перешла к красным, застигнутое врасплох училище обезоружили и училище перестало существовать — практически никто из личного состава оттуда не вырвался.
Официальный сайт историка Сергея Владимировича Волкова: 

…В конце 1917 150 юнкеров училища были опорой Оренбургского атамана А. И. Дутова, и часть их погибла в боях. Отступив в пределы Уральского войска, училище произвело выпуск в хорунжие, после чего остались 20-25 юнкеров младшего курса и кадр училища, вернувшиеся в освобождённый летом Оренбург. Возродилось в августе 1918. При оставлении Оренбурга в январе 1919 походным порядком отошло на Троицк, где было погружено в эшелон и перевезено в Иркутск. Состав: сотня (75 юнкеров), эскадрон (75), пехотная рота (120), полубатарея (60) и инженерный взвод (80). Курс — 1 год. Первый выпуск — 3.07. 1919 Тогда же был сделан второй набор, а в начале декабря — третий (300 чел.). После мятежа в январе — феврале 1920 училище прекратило существование. Начальник — ген.-майор К. М. Слесарев.— http://swolkov.org/bdorg/bdorg19.htm#1270

## Учебный процесс
В училище принимались юноши с 17-летнего возраста (выпускники военных прогимназий, юноши, окончившие гражданские учебные заведения, вольноопределяющиеся из войск), годные по состоянию здоровья к военной службе, успешно сдавшие вступительные экзамены по дисциплинам: Закон Божий, русский язык, арифметика, геометрия, алгебра, география, история.
Инструкция по организации учебной и воспитательной работы в училище определяла цели подготовки юнкеров: „Комплектуясь молодыми людьми, имеющими крайне разнообразную подготовку и преимущественно не окончившими курса средних общеобразовательных заведений, юнкерское училище должно продолжать общее образование этих людей и восполнять его настолько, чтобы они могли без особых затруднений изучать специальные военные предметы в объеме военно-училищного курса“.
Перед училищем ставилась задача дать выпускнику такую профессиональную подготовку, при которой он был бы способен с первого года службы в войсках уверенно командовать не только нижними чинами, но и унтер-офицерским составом.
Курс обучения в училище состоял из двух классов: младшего — общего и старшего — специального. Содержание специальных знаний давалось в таком объеме, чтобы выпускник училища в перспективе мог командовать батальоном.
Общая программа обучения в училище подразделялась на зимние и летние занятия. Программа обучения включала дисциплины: Закон Божий, русский язык, математику, артиллерию, фортификацию, тактику, законоведение, историю, географию, уставы, в старшем классе добавлялась топография.
Дисциплина „Законоведение“ включала в себя военное и гражданское законодательство, ввиду того, что принимаемые выпускниками решения в ходе дальнейшей службы и отдаваемые приказы должны были согласовываться с действующими правовыми актами, кроме того воспитанники училища готовились не только, как профессионалы военного дела, но и как представители государственной власти, особенно в дальних гарнизонах. В обязанности строевых офицеров входило ведение первоначального расследования по делам о происшествиях и нарушениях воинской дисциплины, а также участие в деятельности полковых судов в качестве судей и делопроизводителей.
Вопросам физической подготовки уделялось большое внимание, так занятия проводились по следующим предметам: верховая езда; служба строевая; гимнастика; вольтижирование; рубка; фехтование. Юнкеров училища за отличие в джигитовке, как и в гимнастике, награждали золотыми жетонами.
Учебный распорядок дня был жёстким: даже в сильные морозы — учебный час сменной езды на гарнизонной площади. При мягком снеге — манежная езда, рубка шашкой, уколы пикой и, наконец, джигитовка. Старший класс выезжал на охоту с собственными волками, выпускаемыми в степи на волю.
В июле, училище отправлялось на сборы: в поход по Оренбургским станицам, селам и татарским аулам. В этом походе юнкера выполняли обязанности рядовых казаков.
Верховая езда включала в себя упражнения по манежной и полевой езде, по доездке молодых и „дурноезжих“ лошадей, охоту по искусственному следу.
Служба строевая, входила в число зимних занятий и включала в себя упражнения: стойки, повороты, движения, приемы шашкой на коне и пешком, приемы винтовкой, отдание чести.
В программу зимних занятий по гимнастике входили следующие упражнения без снарядов: движения ногами на месте; приседания, прыжки с места и с разбега, прыжки в длину и в высоту, прыжки вниз, прыжки с ружьями, прыжки через ров, прыжки вперед и в стороны, прыжки вперед из положения, сидя на корточках, прыжки вниз из висячего положения, подскакивание с места; балансирование на одной ноге, упражнения для рук и для туловища, упражнения лежа; упражнения с взаимодействием попарно, шеренгами и группами; борьба, борьба цепью; переноска раненого на руках и на крестце; бег, мерный бег, ускоренный бег, обегание вокруг шеренги, бег с препятствиями, бег на выносливость, вбегание на крутизну и сбегание с неё, бег на пятках, бег на месте, бег с выбрасыванием ног вперед, бег с откидыванием пяток, бег на носках не сгибая колен, бег во рву, бег зигзагами, бег змейкой, бег паутиной, бег колесом, бег сомкнутыми частями. В ходе гимнастических занятий использовались снаряды: шест, канат, барьер, горизонтальная и наклонная доски, бревно, параллельные брусья, горизонтальная перекладина, наклонная лестница, стенка, лошадь, горизонтальная палка, поддерживаемая руками и плечами. В число гимнастических упражнений со снарядами входили: вбегание на наклонную доску и сбегание с неё с ружьем и без; ползание по бревну, борьба на бревне, разойтись двум встретившимся на бревне; балансирование на доске; прыжки на лошадь на седло с крупа; вспрыгнуть на седло на носки, прыжки на лошадь и через неё; влезание и слезание по лестнице, лазанье по лестнице на одних руках; перелезание через стенку с разбегом; лазанье по шесту, по двум и трем шестам, перелезание с шеста на шест; лазание по канату с помощью ног и без помощи ног. Во время гимнастических занятий проводились игры: вытягивание каната; немецкие жмурки; чехарда; бег на дистанции.
Вольтижировка имеет цель развить и укрепить кавалериста, воспитывать уверенность в собственные силы и привить ловкость и смелость при спешивании и при вскакивании на лошадь. Занятия проводились на вольтижерском и на строевом седле на галопе и на рыси, как без оружия, так и в полном вооружении. Джигитовка велась согласно строевому уставу.
Цель рубки — развить силу и гибкость руки, освоить приемы метких и сильных ударов, уколов холодным оружием (шашкой, штыком) в предметы на коне на всех аллюрах. Рубка, входила в число дисциплин, изучавшихся в зимнее время. Проводилась рубка предметов (лозы, глины, чучела) поэтапно: пешком, на деревянной лошади, на коне. Обучение одиночное.
В программу зимних занятий по фехтованию входило фехтование на рапирах, фехтование на эспадронах, вольный бой пешком и на коне против шашки и пики. Цель научить юнкера приемам для боя на шашках.
Кроме зимних занятий, в училище проводились и летние занятия. Летний период занятий начинался с середины мая и заканчивался 1 сентября. За время обучения в течение трёх летних периодов производились строевые и практические занятия в поле. В число летних занятий, в частности, входили плавание, полевая езда и конная охота.
Предмет плавание имело цель научить (по возможности) юнкеров переплывать реку не менее 50 сажен ширины без вооружения, снаряжения и обмундирования.
Конная охота входившая в летние занятия юнкеров и считалась элементом физического воспитания. Начальник Оренбургского казачьего юнкерского училища в записке на имя военного министра писал по этому поводу следующее: „Затем в направлении развития в гонке тех качеств, которые желательны в них, как в военных людях, считаю полезным и возможным разрешение юнкерам ружейной охоты и участие их в парфосной охоте. Охота способствует выработке выносливости, находчивости, сметки, способности к ориентировке и к умению обращаться с оружием“.
Из воспоминаний начальника Оренбургского училища генерала В. А. Потто: 

«…джигитовка имеет громадное значение уже потому, что, помимо своей практической цели приучить человека быть на коне, как дома, и именно образовать из него центавра, с которым конь составляет одно нераздельное целое, она развивает в человеке ещё безоглядную отвагу, удаль, молодечество, презрение к опасности, притупляет в нём чувство самосохранения и научает не терять присутствие духа в самые критические минуты, — качества чрезвычайно важные для кавалериста вообще, а для казака в особенности. С этой именно точки зрения, то есть с точки нравственного закала, джигитовка должна служить превосходною военною школою, и потому — то ей следовало бы уделить сравнительно большую часть времени. Я требовал от каждого юнкера обязательно: поднимать на скаку предметы, как справа, так и слева; стрелять на скаку по всем направлениям; свертываться на скаку с седла так, чтобы укрыться от выстрела противника; класть лошадь, чтобы стрелять из-за неё, как из-за бруствера; спрыгивать с коня и вскакивать в седло на карьере; меняться на скаку лошадьми, перескакивая с одного коня на другого; пешему юнкеру вскочить на карьере в седло к товарищу; плавание с конём и оружием. Затем скачка, стоя в седле, прыгание стоя же через рвы и барьеры, расседлывание на скаку коня и другие приемы, хотя и представлялись только желающим, но начальники Штаба, как генерал-майор Зверев, так и генерал-майор Войде, не раз присутствовавшие при состязании юнкеров в джигитовке на приз, конечно, подтвердят, что не много находилось в сотне таких юнкеров, которые не исполнили бы чего-нибудь из приведённой программы.
Достигнуть таких результатов в джигитовке, как показывает опыт, весьма нетрудно: нужно только учить подействовать на самолюбие юнкеров, предоставить им полную свободу в упражнениях, и вести занятия не иначе, как сообразно установившимся издавна казачьим обычаям»
В своих воспоминаниях В. А. Потто так пишет о важности рубки острым оружием: 

«Только тот кавалерист будет искать рукопашного боя с противником, который убеждён, что рубить умеет, а выучиться этому искусству: можно только острым оружием. Правда, искусство это даётся нелегко, и требует сравнительно значительных расходов на чучела, но по своей занимательности оно развивает в молодых людях силу, ловкость и умение владеть оружием, а главное любовь к нему — гораздо более, чем фехтование, которое в бою совсем не пригодно.
По неимению учителей — инструкторов, я с этой целью держал при училище несколько старых казаков Кубанского войска, у которых искусство рубить было доведено до идеального совершенства»
Высоко ценилась в училище и старинная казачья традиция метания с коня арканом, о которой В. А. Потто высказывается следующим образом: 

«Мне хотелось воскресить этот старинный и, к сожалению, почти уже забытый казачий обычай, который, однако же, и в будущих войнах может найти себе большое применение. В ловких и сильных руках казака аркан представляет оружие страшное и в высшей степени пригодное там, где нужно схватить кого-нибудь в плен, добыть языка или сорвать часового, а случаев к этому представится много во время быстрой погони, в разъездах, в засадах и т. п. Казачьи училища обязаны научить юнкеров относиться с уважением к их старым боевым традициям»"
В. А. Потто первым ввёл в занятия сомкнутым строем ночные учения: 

«Меня побудила к этому та мысль, что военные действия в степи происходили по преимуществу ночью, потому естественно было приучать и юнкеров к ночным движениям на быстрых аллюрах и даже на карьере. По моему замечанию, эти ученья приносили огромную пользу особенно по отношению к дисциплинированию части. Только при строгой дисциплине, при общем и напряжённом внимании подобные ученья могли обходиться без несчастных случаев, и этих случаев не было»
Много новшеств, имевших большое практическое значение для боевой деятельности будущих казачьих офицеров, было введено и в число практических летних занятий в Оренбургском казачьем юнкерском училище. К числу таких новшеств относились так называемые «поездки о двуконь», практические фортификационные занятия, ночные переправы через реку и ночные учебные набеги. О первом из этих новшеств В. А. Потто пишет следующее: 

«В число практических летних занятий введены были мною так называемые „поездки о двуконь“, составляющие единственный способ в степи передачи известий и для поддержания сообщений между степными отрядами и укреплениями. Для этого юнкера, по двое, с заводными лошадьми отправлялись в степное укрепление Ак-Тюбе и возвращались назад, делая в четверо суток четыреста семьдесят верст (501 км), причём производили маршрутную съёмку и доставляли топографическую заметку о местности. Такие упражнения, приучая юнкеров подолгу оставаться на коне, давали им возможность практически ознакомиться, как следует при столь продолжительных и быстрых переездах как обращаться с лошадью. Полагаю, однако же, что, так как это составляет особенность Оренбургского края, то и должно оставаться только в одном Оренбургском училище»
Физическому развитию казачьих юнкеров способствовало и то, что занятия по фортификации не ограничивались только требованиями программы, но дополнялись ещё и практическими работами на местности. 

«Так, во время маневров юнкера устраивали для себя земляные очаги и хлебопекарные печи, разрабатывали спуски для проезда орудий и экипажей, сравнивали и насыпали дороги и наводили мосты через овраги и реки. Наглядным памятником этих работ доныне служит один из мостов, устроенных юнкерами через реку Каргалку на почтовой дороге из Оренбурга в деревню Покровку. Постройка этого моста, бывшая в связи с маневрами, была окончена юнкерами в два дня, несмотря на проливной дождь, и произведена таким капитальным образом, что мост восемь лет служит земству без всякого ремонта. Он так и известен в народе под именем юнкерского моста»"
Кроме упоминавшихся выше ночных конных учений сомкнутым строем на быстрых аллюрах и даже на карьере, В. А. Потто проводил в училище и другие ночные занятия, способствовавшие физическому развитию юнкеров. К числу таких занятий относились ночные речные переправы и ночные учебные набеги. 

«По отношению к переправам, которые так часто случаются кавалерии в ночное время, я постоянно повторял юнкерам слова известного казачьего генерала Илловайского, сказанные им императору Александру I: „Река, Государь, казакам не преграда“. Чтобы утвердить их в этой истине, я высылал юнкеров небольшими командами и приказывал в тёмную ночь перебираться, как знают и как умеют, через глубокую и быструю Сакмару, за которой стоял неприятель. Чтобы не быть замеченным противником, сторожившим в свою очередь берег, юнкерам приходилось выбирать для переправы самые опасные и трудные места. Кто пускался вплавь на кожаных турсуках, кто связывал кое-какие плоты, кто кидался на несущееся бревно и на нём, хватаясь за другие, с их помощью прибивался к противному берегу. Отваги, удали, риску, а главное сметки высказываемо бывало при этом множество. Плоты разъезжались, бревна перевертывались, юнкера окунались в воду — и всё-таки возвращались тем же путём с самыми точными и верными сведениями. Что касается ночных учебных набегов, то такие занятия были особенно популярны у юнкеров, напоминая им о старинных военных казачьих традициях. Вот как описывал В. А. Потто в своих воспоминаниях проведение таких занятий.
„Особенное удовольствие вызывали у юнкеров ночные набеги, производившиеся обыкновенно в самое тёмное время. Иногда эти набеги направлялись по таким местам, которые можно бы было считать положительно недоступными для кавалерии. Помню восторг молодых людей, когда сильнейшая партия, при которой находился я сам и офицер Генерального Штаба, заведывающий работами, именно благодаря подобной местности, была застигнута врасплох и разбита“»
Дополнительный компонент был ориентирован на максимальное приспособление казачьих юнкеров к местным условиям их будущей боевой деятельности. В Оренбургском казачьем юнкерском училище этот дополнительный компонент был развит в высшей степени благодаря усилиям выдающегося военного педагога и историка генерала В. А. Потто.
По каждому специальному предмету проводились практические упражнения и испытательные работы.
Для юнкеров организовывались проведение спектаклей, концертов и вечеров отдыха. Большую работу в этом направлении проводил А. И. Дутов. Праздники училища проводились торжественно и заканчивались балом. Юнкерский бал считался лучшим в городе.
После итоговых экзаменов юнкера производились в офицеры, причём в соответствии с результатами учебы и дисциплины могли выпускаться по 1-му разряду независимо от наличия вакантных мест, выпущенные же по 2-му разряду офицерский чин получали только при вакансий. А те выпускники для которых устанавливался 3-й разряд могли получить офицерское звание через несколько месяцев и при условии, что к этому времени были определены на офицерские должности воспитанники одного с ними выпуска, окончившие училище по 2-му разряду. Было введено в практику ежегодное опубликование списков юнкеров, выдержавших экзамены на производство в офицеры.
Ежегодно выдавалось две премии наиболее отличившихся в учебе юнкеров: в размере 100 и 50 рублей

## Казармы и учебно-материальная база
На территории училища располагалось двухэтажное здание казарменного типа с печным отоплением. В нём зимой тепло, а летом прохладно. Наружная толщина стен около метра. 

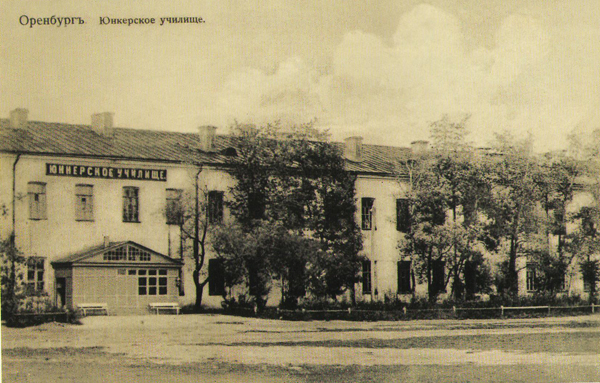
Часть здания юнкерского училища

 На первом этаже располагалась конюшня, на втором — казарма юнкеров. Учебный корпус. Строевой плац. Спортивный городок. При проведении земляных работ в 1970 годах с торцов здания обнаружены выгребные ямы.
Стены училища украшала коллекция из более, чем тысячи картин, рисунков и портретов по русской военной истории — «Военно-картинная галерея». Боевые предания порубежного казачества, имена выдающихся военачальников Кавказа, Туркестана, героические подвиги Севастопольской обороны, Отечественной и других войн вошли в составленную им «Военную хрестоматию». Описанные живо и увлекательно, они служили темами для военных бесед с юнкерами.
При полковнике Потто В. А. сделано много для благоустройства училища: заведена библиотека в несколько тысяч томов, коллекция холодного и огнестрельного оружия, построены манеж и училищная церковь.
Имелся знамённый музей, где хранились знамёна, завоеванные казаками у противника в ходе походов и экспедиций. За городом располагались юнкерские лагеря для полевых занятий.

## Форма одежды и жетон
В 1903 г. начальник училища Генерального Штаба полковник М. Г. Михеев добился, чтобы всё обмундирование юнкеров, а также их
обмундирование к производству в офицеры взяли на себя Казачьи Войска по принадлежности каждого юнкера к Войску.
Выпуск в офицеры 1904 был одет не на личные деньги юнкеров, а на войсковые. В том же году, в Оренбургском училище ввели однообразную форму одежды по образцу Оренбургского Войска, но в отличие от него не с синими, а с алыми погонами.
В 1912 г. шифровка на погонах училища была упразднена; погоны юнкеров училища стали светло-синими. Офицеры училища получили шитье военно-учебных заведений на воротник.
К началу Первой мировой войны форма подразделялась на военного и мирного времени.
Форма военного времени надевалась по распоряжению начальника училища и состояла из походной суконной рубахи защитного цвета с погонами или кителя; шаровар (чёрных, укороченных); одношпенькового ремня; плечевой портупеи; шашки с темляком, штыка или тесака у портупей-юнкеров (пехота); сапог высоких и шпор; фуражки защитного цвета с козырьком; перчаток коричневых (в строю, кому были присвоены; при увольнении в отпуск — по желанию); шинели пехотного или кавалерийского образца; револьверной кобуры с револьвером и шнуром к нему или винтовкой (пехота); башлык.
Форма мирного времени подразделялась на: парадную; обыкновенную; служебную; домашнюю.
Парадная форма: мундир; укороченные шаровары; поясной ремень; у фельдфебелей белый кожаный ремень; шашка; офицерский темляк (если присвоен); высокие сапоги; шпоры; кивер с помпоном и кистями; награды и нагрудные знаки; белые замшевые перчатки; шинель; наушники (по распоряжению). Форма надевалась на смотры, парады, в день церковного праздника (дня училища), при освящении знамени и штандартов, в дни восшествия на престол Государя императора, Св. Коронования их величеств, рождения и тезоименитства их величеств, в брачной церемонии шаферами, при погребении генералов, штаб- и обер-офицеров, нижних чинов, отправляющимися в отпуск в праздничные дни.
Обыкновенная форма отличалась от парадной тем, что юнкера надевали кивер без помпона и коричневые перчатки вместо белых. Шинель надевалась в рукава. Юнкера (казаки) носили погоны вместо эполет. Снимался султан с уланской шапки или кивера и отстегивался лацкан. Форма надевалась присутствующими при прибивке знамён и штандартов в Высочайшем присутствии; на церковных церемониях в воскресные и праздничные дни; при закладке и освящении церкви и казённых зданий; при брачной церемонии, восприемниками от купели и при выносе Св. Плащаницы; на официальных балах и танцевальных вечерах в учебном заведении; при погребении гражданских чинов всех ведомств, гражданских лиц и дам; на официальных панихидах; во всех случаях, когда поступало распоряжение начальства быть в военной форме, при выходе на строевые занятия и во всех случаях, когда не была указана другая форма, при всех служебных нарядах, при увольнении в обыкновенные дни, а также в загородный отпуск. В служебной форме полагалось являться к начальству на квартиру при этом необходимо снять шинель, надеть оружие и поясной ремень поверх мундира, а головной убор держать в руках. Надевалась форма юнкерами в период каникул для представления отпускного билета в комендантское управление.
Служебная форма включала: мундир или рубаху (по приказанию), укороченные шаровары, поясной ремень, высокие сапоги, бескозырку (у фельдфебелей фуражка с козырьком), воинские награды и знаки, коричневые перчатки, шинель в рукава (внакидку), наушники (в особых случаях), башлык (по приказанию).
Домашняя (повседневная, внутри училищная) форма надевалась во время лекций, отдыха, некоторых строевых занятий, во время обеда и включала — гимнастическую рубаху защитного цвета, с погонами (а до 1908 г. — вицмундир), шаровары чёрные длинные, поясной ремень, короткие сапоги, бескозырку при выходе из здания училища, награды и знаки (по желанию), шинель — (по желанию или по приказания при выходе из здания училища) надевать шинель.
Юнкера имели три вида головных уборов: кивер, бескозырку и летнюю фуражку. Юнкера казачьей сотни — папахи. Вне строя снятый головной убор держали в левой опущенной руке: кивер — донышком вперед, гербом кверху, большой палец снаружи, по направлению к гербу, а остальные пальцы внутри; бескозырку — за тулью, кокардой вперед, подбородный ремень убран; фуражку с козырьком — за козырек, донышком вперед, большой палец поверх козырька, по направлению к кокарде, остальные пальцы внутри. Во всех случаях, когда снимался головной убор, одновременно снималась перчатка с правой руки. Её клали на козырек или на тулью головного убора и придерживали кистью руки. В строю снятый кивер держался на левой согнутой руке на высоте пояса, гербом (кокардой) вправо. Шинель служила верхней одеждой для всех форм (без исключения), надевалась в рукава (внакидку, в скатанном виде) перекидывалась через левое плечо (у конных чинов привязывалась к седлу).
При температуре выше +10 °C и при увольнении в отпуск юнкер должен быть без шинелей; от +5 до +10 °C юнкера накидывали шинели; ниже +5 °C — надевали их в рукава. Скатанными шинели только у юнкеров, находящихся в строю. Присутствующие на смотрах и ученьях юнкера надевали шинель так, как это делали войска. Не разрешалось носить непромокаемые пальто и плащ-накидки. Башлыки и наушники надевались при морозе ниже −10 °C. Башлык надевался под погоны, на голову или повязывался вокруг шеи в виде воротника-стойки. Башлыки или наушники в строю надевались по особому распоряжению.
При парадной форме и при посещении балов, театров, концертов юнкера носили белые замшевые перчатки. В других случаях полагались коричневые перчатки: лайковые или нитяные в летнее время и шерстяные — в остальное время года. В строю коричневые перчатки полагались фельдфебелям и старшим портупей-юнкерам, а прочие юнкера, надевали коричневые шерстяные перчатки при морозе больше −10°С (по распоряжению).
Шпоры полагались всем юнкерам унтер-офицерского звания при увольнении в отпуск.
При увольнении в отпуск юнкера обязательно носили оружие. Для юнкеров (пехота) — штык в ножнах, для казаков — шашка, для портупей-юнкеров — тесак с офицерским темляком. Фельдфебелям, кроме револьвера, полагалась шашка с офицерским темляком. В расположении училища носить шпоры при высоких сапогах разрешалось только фельдфебелям и портупей-юнкерам. Разрешалось ношение револьвера в кобуре.
Знаки отличия фельдфебелей и портупей-юнкеров. Фельдфебелям присваивались на погоны лычки из широкого золотого (серебряного) галуна; фуражка с козырьком и дополнительная тесьма по верхнему краю наружного обода кивера. Старшим портупей-юнкерам присваивались три лычки на погоны из басонной тесьмы, младшим — две лычки. Полагался темляк офицерского образца.
Вице-фельдфебелям, вице-унтер-офицерам полагалось снимать оружие при посещении церкви, на балах и танцах.
Мундир застегивался на все пуговицы и оба крючка воротника.
Шаровары полагалось подтягивать корсетом, напуска не допускалось. Шинель, надетая в рукава, застегивалась на все крючки, внакидку -на крючки воротника и верхний бортовой крючок. Во время прогулок в расположении училища разрешалось не застегивать крючков воротника, когда шинель была внакидку, и не надевать поверх шинели поясного ремня, когда она надевалась в рукава.
Бескозырку полагалось надевать так, чтобы между ней и правой бровью проходил один палец, а над левым ухом — четыре пальца. Во время занятий верховой ездой подбородные ремни опускались и пригонялись так, что прилегали вплотную к подбородку, во всякое другое время они убирались. Кивер и фуражка надевались прямо, без наклона.
Гимнастическая рубаха застегивалась на все пуговицы, подпоясывалась поясным ремнём. Воротник рубахи разрешалось расстегивать только в курительных комнатах и в спальнях во время послеобеденного отдыха.
Башлык надевался под погоны, колпак складывался плоско на спине, концы перекрещивались на груди (причём сверху был левый), подгибались и заправлялись за поясной ремень. Если башлык был надет на голову, то его концы обматывались вокруг шеи. Если он был повязан вокруг шеи, то концы завязывались узлом впереди воротника.
Носить очки юнкера могли только вне строя. Им запрещалось носить пенсне, кольца, и брелки. С 1911 г. юнкерам разрешалось носить часы, не выставляя при этом цепочки.
Награды на груди юнкера носили при парадной и обыкновенной формах во всех случаях, при служебной — только в отпуске. Кресты и медали надевались на мундир, на гимнастерку или прикреплялись к шинели, надетой в рукава. Колодка с наградами располагалась на двубортном мундире — посредине груди, на однобортном мундире, шинели, надетой в рукава, и на гимнастической рубахе — на левой стороне груди.
Июль 1918 г. (Оренбург). Хозяйственная часть справилась с обмундированием, и юнкера были одеты в форму – защитные рубахи, синие галифе и кожаные сапоги, хотя форма была грубо сшита. 
Февраль 1919 г. (Иркутск) Так как выпускные уехали в своем обмундировании, то строй молодых юнкеров запестрел – шинели теперь были и русские и японские, часть была в полушубках, то же самое и с сапогами – были и русские и японские, даже часть винтовок была переменена на японские….
Право ношения жетона предоставлялось окончившим полный курс обучения, всем офицерам и классным чинам, служившим на штатных должностях.
Нагрудные знаки, установленные для лиц, окончивших высшие или средние учебные заведения гражданского ведомства, юнкера имели право носить при всех формах одежды, когда о том объявлялось в приказе по училищу, на правой стороне груди на мундире, гимнастической рубахе и шинели, надетой в рукава.
Знак за отличную стрельбу носился на правой стороне груди.

## Административно-преподавательский состав
- 1867 — 1870 — полковник В. П. Котов
- 18.10.1870 — 19.12.1881 — полковник Потто, Василий Александрович
- 19.12.1881 — 02.12.1885 — Генерального штаба подполковник (c 30.08.1883 полковник) Гершельман, Фёдор Константинович
- 2.12.1885 — 9.12.1890 —  подполковник (с 26.02.1886 полковник) Козловский, Михаил Александрович
- 1892 — 189? — полковник Муромцев, Эммануил Семёнович
- 24.02.1895 — 01.04.1902 — Генерального штаба полковник Григоров, Василий Васильевич
- 07.08.1902 — 06.12.1907 — Генерального штаба полковник Михеев, Михаил Григорьевич
- 03.01.1908 — 1918, 1919—1920 — Генерального штаба полковник (с 14.04.1913 генерал-майор) Слесарев, Константин Максимович

- Адариди, Август-Карл-Михаил Михайлович — капитан (с 30.08.1892 подполковник) прикомандирован для преподавания военных наук с 27.07.1892 по 10.02.1894;
- Дутов, Александр Ильич — подъесаул помощник инспектора классов, по совместительству ктитор училищной церкви, преподаватель тактики, топографии и конно-саперного дела (09.1909-1912), позже атаман Оренбургского казачества;
- Рещиков, Николай Петрович — подполковник, прикомандирован для преподавания военных наук с 16.01.1888 по 01.07.1892;
- Нарбут, Дмитрий Владимирович — подполковник, преподаватель артиллерийской математики;
- Михайлов — полковник , инспектор классов.

- Терец — командир сотни юнкеров;
- Бочаров — войсковой старшина;
- Рябов — сотенный есаул (капитан).

Подбор офицеров на должности воспитателей осуществлял начальник училища из категории младших офицеров, как правило, из строевых частей со сроком службы 4 — 5 лет с должности командира роты или им равных. Военным министерством в отношении офицеров-воспитателей устанавливались определённые льготы: числились в списках своих частей, что позволяло получать своевременно очередные воинские звания; получать столовые деньги, наравне с командирами батальонов; при убытии после установленного срока из училища воспитатель по желанию мог продолжить службу в гвардейских частях или убыть в дальний гарнизон со званием на ступень выше занимаемой должности; при условии добросовестной службы в училище разрешено поступать в военную академию.
За офицером-воспитателем закреплялось учебное отделение численностью до 40 человек.

## Известные выпускники
- Акулинин, Иван Григорьевич (1903) — генерал-майор
- Акутин, Владимир Иванович (07.1880) — генерал-лейтенант
- Альметев, Николай Михайлович (1892 по 1-й разряду, награждён оружием за отличное окончание училища), полковник
- Асламов, Ксенофонт Михайлович (1902) — генерал-майор
- Бородин, Василий Аристархович (1903) - генерал-майор
- Бородин, Георгий Кондратьевич (1879) — генерал-майор
- Бурлин, Пётр Гаврилович (1903) — генерал-майор
- Вязигин, Николай Федорович (1878) — генерал-майор
- Гамалий, Василий Данилович — полковник
- Гречкин, Илья Георгиевич — полковник
- Даутоков-Серебряков, Заурбек Асланбекович — генерал-майор
- Дашкин, Зайнетдин (07.1880) — генерал-майор, князь
- Енборисов, Гавриил Васильевич (1892), полковник
- Еремин, Александр Климентьевич (1893) — полковник
- Загребин, Лев Васильевич (1892) — генерал-майор
- Зайцев, Иван Матвеевич (1898) — генерал-майор
- Замятин, Матвей Иванович — полковник
- Зуев, Аристарх Васильевич — полковник
- Жигалин, Леонид Иванович (1878) — генерал-лейтенант
- Каширин, Николай Дмитриевич — командарм 2-го ранга
- Кравцов, Александр Яковлевич (1914 по 1 разряду) — войсковой старшина
- Краснов, Георгий Иванович (1896) — полковник
- Куликов, Василий Васильевич (1880) — генерал-майор
- Логинов, Александр Матвеевич (1878) — генерал-майор
- Максимов, Митрофан Иванович (1873) — генерал-майор
- Махин, Фёдор Евдокимович[8] — полковник белой армии, генерал-лейтенант Югославской армии
- Негоднов, Амос Карпович (1904)— генерал-майор
- Печенкин, Василий Михайлович (1884 по 2 разряду) — генерал-майор
- Плехавичюс, Александрас — российский, а затем литовский военный деятель, полковник
- Плехавичюс, Повилас — российский, а затем литовский военный деятель, генерал
- Семёнов, Григорий Михайлович — генерал-лейтенант, войсковой атаман
- Серов, Маркел Георгиевич (1891 по 1 разряду) — генерал-майор
- Хлебников, Петр Васильевич (1883) — генерал-майор
- Шивцов, Иван Ильич (1879) — полковник
- Щепихин, Сергей Арефьевич — генерал-майор

- Зарудный, Николай Алексеевич

- Елисеев, Фёдор Иванович (1913), награждён двумя золотыми жетонами (джигитовка, гимнастика)
- Зубков, Владимир Яковлевич (1919)
- Масянов, Леонтий Лукьянович
- Перфильев, Александр Михайлович
- Третьяков, Владимир Иванович
- Худяков, Николай Павлович (06.12.1893-19.12.1947)
- Рязанов, Александр Фёдорович (1902)

- Плиханков, Павел Иванович — архимандрит

- Альметев, Николай Михайлович
- Вертепов, Сергей Алексеевич (1913)
- Грехов, Николай Никитич
- Гумбург, Николай Александрович
- Касьянов, Василий Фёдорович
- Коваленков, Василий Петрович (1886)
- Лисунов, Павел Иванович
- Михайлов, Константин Николаевич (1915)
- Панов, Захарий Степанович (1908)
- Немухин Антон Александрович (1912)
- Свешников, Павел Петрович (1897)
- Смирных, Александр Васильевич
- Цаллагов, Константин Васильевич

## Приложения
1. ↑  Ганин А. В. Атаман А. И. Дутов. ISBN 5-9524-2447-3. М: Центрполиграф, 2006, с. 201.
2. ↑  Архивированная копия. Дата обращения: 13 марта 2021. Архивировано 13 марта 2021 года.
3. ↑  Белое движение. Энциклопедия Гражданской войны. СПб., 2003. С. 378.
4. ↑  Еленевский А. Военные училища в Сибири (1918—1822)//Кадеты и юнкера в белой борьбе и на чужбине. М., 2003. Стр. 418—419.
5. ↑  Елисеев Ф. И. Указ. соч. С. 130.
6. ↑  Гос.архив Оренбургской области (ГАОО). Ф. 185. Оп. 1. Д. 106а. Л. 1; 4об.
7. ↑  Еленевский А. Военные училища в Сибири (1918-1922)// Кадеты и юнкера в Белой борьбе и на чужбине. М., 2003. С.414, 417
8. ↑  http://www.grwar.ru/persons/persons.html?id=805 Махин Федор Евдокимович